# تردستی که ۱۰ کلاه را در ۶۰ ثانیه ظاهر می‌کند
«تردستی که ۱۰ کلاه را در ۶۰ ثانیه ظاهر می‌کند» (فرانسوی: Dix Chapeaux en 60 secondes‎) یک فیلم صامت و کوتاه مستند در فرمت سیاه‌وسفید به کارگردانی ژرژ ملی‌یس و محصول سینمای فرانسه در سال ۱۸۹۶ میلادی است.
این فیلم هم‌اکنون، یک فیلم گمشده است.